# Église Saint-Jacques de Moutiers-les-Mauxfaits
L'église Saint-Jacques de Moutiers-les-Mauxfaits est une église de style roman tardif et située en Vendée. Elle date de la fin du XIIe siècle. Dédiée à Saint Jacques le Majeur, elle est un des plus beaux exemples d'architecture romane de Vendée.

## Historique
L'église actuelle possède des maçonneries qui datent en majorité des années 1170-1180. C'est une reconstruction d'une église plus ancienne et probablement moins grande. Originellement placée sous le patronage de saint Michel, elle change de patronage vers 1451 et est sous le vocable de saint Jacques depuis cette date. Cette décision est prise par le pape Eugène IV et Moutiers est rattachée au diocèse de Luçon. Ce changement intervient car Moutiers est alors un chemin secondaire vers Saint-Jacques-de-Compostelle et cet atout devait permettre d'accélérer l'économie du village, alors en plein essor, comme en témoignent les halles de marchés. Le nom même de Saint-Jacques avait un rôle de publicité.
Au XIVe siècle, Bertrand de Got, l'archevêque de Bordeaux, vient visiter le Bas-Poitou en 1305, dont Moutiers-les-Mauxfaits à la fin avril. Un peu plus d'un mois plus tard, il deviendra le nouveau pape Clément V.
Originellement, cette église était associée à un prieuré, avec trois autres bâtiments formant un cloître. Elle est de style roman poitevin tardif, à une époque où le style que l'on appellera plus tard gothique avait déjà posé ses bases, entre autres la cathédrale Notre-Dame de Paris était en plein chantier. Il y avait un autre prieuré avec une autre église dans le village, qui n'existe plus aujourd'hui. Ce sont ces deux prieurés qui sont à l'origine du nom de Moutiers, au pluriel, un moutier étant un mot en vieux français signifiant monastère.
Lors des Guerres de Religion, l'église de Moutiers sera pillée, une fois en 1568 et une autre fois en 1622. À la Révolution, elle servira d'entrepôt et elle ne sera rendue au culte qu'en 1803.
Au XIXe siècle, des ajouts ont été faits sur l'église. En 1840, on remplace l'abside rectangulaire par une abside semi-circulaire. En 1867, c'est au tour du clocher d'être reconstruit. En 1890, on installe le mobilier actuel. L'église est finalement classée par arrêté du 14 octobre 1908.

## Architecture
L'église de Moutiers est de plan longitudinal, sans transept. Elle possède une nef formée de trois vaisseaux, dont un vaisseau central et deux collatéraux, en élévation pseudo-basilicale. Elle est construite en granit. Chaque vaisseau est voûté en berceau, légèrement brisé. Ces voûtes sont renforcées d'arcs doubleaux ne possédant pas de mouluration. Les bas-côtés sont séparés du vaisseau central par des arcades à double voussure et qui reposent sur des piles formées de quatre colonnes séparées par quatre colonnettes, c'est-à-dire une alternance d'une colonnette entre deux colonnes. Deux piles exceptent à ce principe : ce sont les deux premières en entrant par le portail occidental. Comme elles ont à supporter le clocher au-dessus, elles sont plus massives et ne possèdent non pas une colonnette entre deux colonnes mais deux colonnettes entre deux colonnes. Chaque pile repose sur un socle circulaire, la plupart ont été entaillés pour placer le mobilier, notamment les chaises, et un seul n'a pas été retouché en 1974.